# Selden (Kansas)
Selden – miasto w Stanach Zjednoczonych, w stanie Kansas, w hrabstwie Sheridan.